# Резерв Верховного Главнокомандования
Резерв Верховного Главного Командования, ранее именовавшийся как «Резерв Главного Командования» (резерв, от лат. reservo — сберегать, хранить) — формирования родов войск и сил видов вооружённых сил, отдельных родов войск (сил) и спецвойск государства, сохраняемые до определённого периода времени и предназначенные для усиления формирований действующих армии и флота.
Резерв Верховного Главного Командования включал в себя сформированные и вновь формируемые соединения, а также части, выведенные в резерв с линии фронта и находящиеся в резерве Верховного или Главного Командования.
В ВС СССР были созданы и отдельные объединения, соединения и части, подчинённые непосредственно Ставке Верховного Главнокомандования. Сокращённое название (аббревиатура) — РВГК и РГК.
В литературе встречается другое название — Стратегический резерв, Войска Резерва Главного Командования.

## История
Понятие резервов главного командования («rèserves générales») отвечает прежде всего идее экономии или, выражаясь другими словами, идее извлечения максимального полезного действия из ограниченных ресурсов. Эта идея родилась во время мировой войны, — примерно, в 1916 г.; в то время верховное командование захотело иметь в своем распоряжении некоторые силы, имеющие собственную организацию, независимые от крупных оперативных соединений и могущие быть направленными на те участки сухопутного фронта, где присутствие их считалось наиболее необходимым. В состав этих общих резервов вошли авиация, танки и некоторые артиллерийские части.— Пьер Вотье (Pierre Vauthier). Военная доктрина генерала Дуэ

## Предвоенный и военный период

### Броневые силы
С момента своего создания броневые силы являлись РГК. Так, отдельная танковая эскадра, дислоцированная в Москве, подчинялась непосредственно Председателю Революционного военного совета и Наркому по военным и морским делам Союза ССР и являлась оперативно-тактическим резервом главного командования РККА. Вместе с тем она же служила и мощной учебно-научной базой для подготовки командных, начальствующих и командно-технических кадров для существовавших частей броневых сил РККА, а в дальнейшем для вновь формируемых автоброневых и танковых полков, бригад и дивизий Вооруженных Сил Союза. По мере укомплектования их формирований изделиями оборонной промышленности Союза, они вливались в войска и силы РГК. Первоначально броневые силы из танков получали на вооружение МС-1, позже стали поступать БТ, Т-26, Т-37, БХМ. «Кировский завод», в Ленинграде, наращивал производство основных средних танков Т-28. Харьковский паровозостроительный завод имени Коминтерна (ХПЗ) производил основные тяжёлые танки Т-35. Танки поступали на оснащение танковых полков РГК. Позже, по мере накопления боевых машин в отп РГК, в период с 1931 года по 1935 год в автобронетанковых войсках Красной Армии были сформированы пять отдельных тяжёлых танковых полков РГК, с местами дислокации, в населённых пунктах:
- 1-й отдельный тяжёлый танковый полк Резерва Главного Командования (1 оттп РГК) — Смоленск, Белорусский военный округ (БВО);
- 2-й отдельный тяжёлый танковый полк Резерва Главного Командования (2 оттп РГК) — Стрельна, Ленинградский военный округ (ЛВО);
- 4-й отдельный тяжёлый танковый полк Резерва Главного Командования (4 оттп РГК) — Киев, Киевский военный округ (КВО);
- отдельный учебный танковый полк Резерва Главного Командования (оутп РГК) — Харьков, Харьковский военный округ (ХВО);
- отдельный учебный танковый полк Резерва Главного Командования имени т. Кирова (оттп РГК) — Слуцк, БВО.

Позже организационно-штатная структура отдельных полков РГК несколько раз менялась. В конце 1935 года оттп РГК состояли из штаба, трёх танковых батальонов, по 30 основных танков в каждом, и других формирований. На их основное вооружение поступали средние танки Т-28, а в 5-й отдельный полк, кроме того, и тяжёлые танки Т-35А. В соответствии с Постановлением Совета Народных Комиссаров Союза ССР, от 12 декабря 1935 года, но основе оттп РГК были развёрнуты отдельные тяжёлые танковые бригады РГК(оттбр РГК). Так 12 декабря 1935 года на базе отдельного учебного танкового полка в ХВО в городе Харьков началось сформирование 5-й отдельной тяжёлой танковой бригады РГК. Командиром бригады был назначен полковник Михаил Сергеевич Факторович.
Приказом Наркома обороны Союза, от 21 мая 1936 года, отдельные бригады выделены в Резерв Главного Командования РККА, для качественного усиления стрелковых и танковых соединений при прорыве укреплённых полос обороны противника. К концу 1938 года в составе РГК ВС Союза из состава автобронетанковых войск (АБТВ) РККА имелись четыре отдельные тяжёлые танковые бригады. Две из оттбр: 10-я и 20-я приняли участие в боевых действиях на Карельском перешейке, во время советско-финской войны 1939 — 1940 годов.
К 1939 году части Резерва Главного командования включали полки и бригады основных средних и тяжёлых танков АБТВ РККА.

### Артиллерия
В составе артиллерии РГК в предвоенный период предполагалось иметь части наземной и зенитной артиллерии. Создание противотанковых частей РГК не предусматривалось. Сформирование 10 противотанковых артиллерийских бригад началось в середине мая 1941 года в западных приграничных военных округах. Срок окончательной готовности для большинства из них был установлен к 1 июля 1941 года, что было просто нереально: в частях не хватало орудий и транспортных средств. Из-за нехватки противотанковых орудий на вооружение сформировавшихся соединений начали поставлять 76-мм и 85-мм зенитные пушки. Перед войной в артиллерии РГК имелось 60 гаубичных и 14 пушечных артиллерийских полков, 10 противотанковых артиллерийских бригад и несколько отдельных дивизионов. Сформирование новых и модернизация существующих дивизионов продолжалось всю войну. Если в начальный период артиллерия РВГК включала в себя 6 % от общего числа артиллерийских орудий, то в конце войны — уже 20 %. Ставка ВГК, широко маневрируя артиллерийскими формированиями РВГК, в нужный момент усиливала фронты и армии артиллерией, благодаря чему обеспечивалось значительное повышение плотности артиллерии в оборонительных и наступательных операциях.

#### Формирования
Ниже представлены некоторые формирования артиллерии РВГК:
- 1-я артиллерийская дивизия прорыва
- 7-я артиллерийская дивизия прорыва
- 17-я артиллерийская дивизия прорыва
- 1-я гвардейская артиллерийская дивизия прорыва РГК
- 2-я гвардейская артиллерийская дивизия прорыва
- 3-я гвардейская артиллерийская дивизия прорыва
- Гвардейские миномётные части и соединения.

### Инженерные войска
В инженерных войсках, на основании приказа НКО СССР от 17.08.1942 года, в сентябре 1942 года сформирована Гвардейская бригада минёров РГК, (24 июля 1943 года переформированная в 1-ю гвардейскую штурмовую инженерно-саперную бригаду РГК), а также сформированы 12 отдельных гвардейских батальонов минеров (с 6-го по 17-й).

### Авиация
В ВВС РККА в качестве резерва Верховного Главнокомандования в период Великой Отечественной войны использовались различные виды авиационных соединений и объединений. В довоенный период были сформированы авиационные армии особого назначения, которые считались основным резервом Ставки в авиации. По мере приобретения опыта войны взгляды Ставки на применение резервов изменились, и основным видом резерва Ставки стали вновь сформированные авиационные корпуса.

### Прочие рода войск
Помимо частей и соединений, фактически имеющих статус постоянного «членства» в составе РВГК, например таких, как артиллерийские дивизии или гвардейские тяжёлые танковые бригады, в Резерве Верховного Главнокомандования могли числиться и обычные общевойсковые соединения, например, стрелковые дивизии и бригады. Таким образом, любые войсковые соединения и объединения, воинские части всех родов войск, находящиеся временно или постоянно в непосредственном подчинении Ставки ВГК, считаются относящимися к Резерву ВГК.

### Итого
На 1 июня 1944 года в резерве Ставки ВГК состояли две общевойсковые, одна танковая и одна воздушная армии, около 30 стрелковых и кавалерийских дивизий, 8 танковых и 7 механизированных корпусов, 11 артиллерийских и миномётных дивизий и 11 отдельных бригад, в которых имелось около 650 тыс. человек, 9,5 тыс. орудий и миномётов, 2 тыс. танков и САУ и 3 тыс. самолётов.

## Послевоенный период
Бригады особого назначения Резерва Верховного Главного Командования стали первыми ракетными соединениями, в соответствии с Постановлением Совета Министров Союза ССР, от 13 мая 1946 года:
- 22-я бригада особого назначения РВГК (в августе 1946 года, сформирована на базе 92-го гвардейского Гомельского Краснознамённого орденов Ленина, Суворова, Кутузова и Богдана Хмельницкого миномётного полка);
- 23-я бригада особого назначения РВГК (в декабре 1950 года началось сформирование на основе 4-й огневой батареи 22 бр ОсНаз);
- 54-я бригада особого назначения РВГК (в 1952 году, в соответствии с директивой Генерального штаба, от 14 декабря 1951 года);
- 56-я бригада особого назначения РВГК (в 1952 году, в соответствии с директивой Генерального штаба, от 14 декабря 1951 года)[8].

Первым ракетным соединением, вооружённым баллистическими ракетами дальнего действия, стала созданная 15 августа 1946 года в составе Группы советских войск в Германии более позднее наименование 72-я инженерная бригада особого назначения резерва главного командования (командир — генерал-майор артиллерии А. Ф. Тверецкий), через год выведенная в Союз на полигон Капустин Яр. Затем бригаду передислоцировали в село Медведь под Новгородом и, наконец, в Гвардейск Калининградской области. В декабре 1950 года была сформирована вторая бригада особого назначения РВГК.
В первой половине 1950-х годов вышло Постановление Совета Министров Союза ССР № 3540-1647 «О специальных формированиях и специальном строительстве в Военном министерстве СССР», от 19 сентября 1951 года, об усовершенствовании, в составе Вооруженных Сил Союза ССР, бригад особого назначения РВГК. БрОсНаз сыграли основную роль в отработке организационно-штатной структуры формирований ракетных войск, способов боевого применения основного вооружения, подготовке боевых расчётов для проведения пусков баллистических ракет.  
В 1951 — 1955 годах были созданы ещё 5 таких бригад, с 1953 года получивших новое наименование — инженерные бригады РВГК, в соответствии с директивой Генерального штаба, от 26 февраля 1953 года. До 1955 года они были вооружены баллистическими ракетами Р-1 и Р-2 дальностью 270 километров и 600 км, оснащёнными головными частями с обычным взрывчатым веществом (генеральный конструктор С. П. Королёв). Эти бригады входили в состав артиллерии РВГК и подчинялись командующему артиллерией Советской Армии ВС Союза ССР. Руководство ими осуществлял специальный отдел штаба артиллерии Советской Армии ВС Союза. В марте 1955 года была введена должность заместителя Министра обороны Союза ССР по специальному вооружению и реактивной технике (маршал артиллерии М. И. Неделин), при котором был создан штаб реактивных частей.
Боевое применение инженерных бригад определялось распоряжением ВГК, решением которого предусматривалось придание этих соединений фронтам. Руководство инженерными бригадами командующий фронтом осуществлял через командующего артиллерией.

## Современность
В современной России единственным резервом Верховного Главнокомандующего являются Воздушно-десантные войска. Большинство воинских частей ВДВ, входящих в Резерв Верховного Главнокомандующего, также являются гвардейскими. Применительно к ВДВ России, как резерву Верховного Главнокомандующего, официально употребляются два во многом равнозначных термина: резерв и средство — последний отражает инструментальный статус войск среди набора других мер военного и невоенного характера для реализации государственной власти, находящихся в распоряжении высшего руководителя страны. Специфический статус заключается в том, что Воздушно-десантные войска, являясь резервом Верховного Главнокомандующего, всегда готовы выполнить любой приказ Президента России и Министра обороны Российской Федерации, — подчеркнул Командующий ВДВ генерал-полковник В. А. Шаманов, — при этом, как особо отметил Командующий, в свете реформ и структурных преобразований в военном ведомстве (при переходе от военных округов к системе оперативно-стратегических командований), статус ВДВ и их роль остаются неизменными, сохраняется их самостоятельность как отдельного рода войск: «Мы остаёмся оперативно-стратегическим резервом министра обороны и Верховного Главнокомандующего Вооружёнными Силами РФ», — заявил Командующий ВДВ. Являясь резервом Верховного Главнокомандующего, войска будут предназначены для ведения самостоятельных действий на избранных направлениях, а также для усиления сухопутной группировки, исходя из решений, принятых Генеральным штабом.
Воздушно-десантные войска всегда были резервом Верховного Главнокомандующего. Важнейшим, но не единственным фактором, который делает ВДВ резервом Верховного Главнокомандующего, является их мобильность — обеспечить оборону столь масштабной территории, каковую имеет Россия, возможно только с использованием аэромобильных соединений, которые в любое время могут быть десантированы на любой театр военных действий. Для выполнения этой задачи более всего подходят ВДВ, которые de facto выполняют функцию сил быстрого реагирования.
Применительно к ВДВ ВС России часто употребляется понятие элитные войска, но это понятие является публицистическим, в то время, как официальным термином, закрепляющим особый статус того или иного рода войск, является сам факт принадлежности к резерву Верховного Главнокомандующего. «Воздушно-десантные войска — это особый род войск, стоящий на особом счету у Минобороны, у руководства страны. ВДВ всегда были и должны оставаться резервом Верховного Главнокомандующего», — отметил в своём выступлении Председатель Совета Федерации С. М. Миронов.